# Hugh Edwards
Hugh Robert Arthur Edwards (* 17. November 1906 in Woodstock, Großbritannien; † 21. Dezember 1972 in Southampton) war ein britischer Ruderer.
Als Student der University of Oxford war Edwards 1926 Teilnehmer am Boat Race. Sechs Jahre später nahm an den Ruderwettbewerben der Olympischen Sommerspiele 1932 in Los Angeles teil und gewann im Zweier ohne Steuermann sowie im Vierer ohne Steuermann jeweils die Goldmedaille.